# Cehal
Cehal (Hongaars: Oláhcsaholy) is een Roemeense gemeente in het district Satu Mare.
Cehal telt 1 594 inwoners volgens de volkstelling van 2011, ongeveer 33% van de bevolking behoort tot de Hongaarse minderheid in Roemenië. 
De gemeente bestaat uit de volgende drie dorpen:
- Cehal (Oláhcsaholy) 772 inwoners
- Cehăluţ (Magyarcsaholy) 603 inwoners (513 Hongaren 86,7%)
- Orbău (Tasnádorbó) 219 inwoners

De gemeente is gelegen in de streek rondom de stad Tășnad en heeft een agrarisch karakter. De Roemeense bevolking behoort tot de Orthodoxe kerk van Roemenië, de Hongaren in Magyarcsaholy behoren tot de Hongaars gereformeerde kerk (zie:Roemeense Hervormde Kerk).
Steden met gemeentestatus: Satu Mare · Carei

Steden zonder gemeentestatus: Ardud · Negrești-Oaș · Tășnad · Livada

Gemeenten: Acâș · Andrid · Apa · Bătarci · Beltiug · Berveni · Bixad · Bârsău · Bogdand · Botiz · Călinești-Oaș · Cămărzana · Cămin · Căpleni · Căuaș · Cehal · Certeze · Craidorolț · Crucișor · Culciu · Doba · Dorolț · Foieni · Gherța Mică · Halmeu · Hodod · Homoroade · Lazuri · Medieșu Aurit · Micula · Moftin · Odoreu · Orașu Nou · Păulești · Petrești · Pir · Pișcolt · Pomi · Sanislău · Santău · Săcășeni · Săuca · Socond · Supur · Tarna Mare · Terebești · Tiream · Târșolț · Turț · Turulung · Urziceni · Valea Vinului · Vama · Vetiș · Viile Satu Mare